# 宋定業
宋定業（1652年—1731年），字義存，號靜溪、又号五峰，江南蘇州府太倉州崇明縣籍，長洲縣人，清朝政治人物。

## 生平
宋定業來自蘇州長洲宋氏家族。祖父宋學朱，本生父宋宓，本生母為管正傳妹，兄宋廣業。宋定業為宋宓第三子，出嗣叔父宋德宏。
宋定業為崇明歲貢生，歷任內閣中書、刑部江西司主事。康熙三十五年（1696年）康熙帝親征準噶爾之役時隨左都御史于成龍督運中路軍糧，以軍功升兵部武庫司郎中，授光祿大夫，任方略館纂修官，三十八年（1699年）任浙江紹興府知府，因詿誤罷官，四十六年（1707年）起復原職歸里。雍正九年（1731年）卒，享年八十歲。宋定業著有《黃山紀遊草》一卷及《西山絕句》一卷。

## 家庭
夫人為繆彤第四女（1653-1676）；繼妻為葉有聲長子葉翔龍女（1653-1684）；側室馮氏。有四子宋師曾、宋志夔、宋志契及宋暎。還有四女：長女許配通州學正吳平甫，未婚早卒；次女嫁王鏊裔孫王天錫（王天錫母為繆彤女）；三女嫁監生王於賓；四女嫁訓導程馬仁。康熙五十四年（1715年）宋定業與長子宋師曾、妻弟繆曰芑及諸蘇州友人就王翬、洛及楊晉為朝鮮裔鹽商安岐（安尚義子，字儀周，號松泉老人、麓村）合作《麓村高逸圖》題字。